# Horbativka, Dîkanka
Horbativka (în ucraineană Горбатівка) este un sat în comuna Ordanivka din raionul Dîkanka, regiunea Poltava, Ucraina.

## Demografie
Componența lingvistică a localității Horbativka
     Ucraineană (95,24%)
     Rusă (4,76%)
Conform recensământului din 2001, majoritatea populației localității Horbativka era vorbitoare de ucraineană (95,24%), existând în minoritate și vorbitori de rusă (4,76%).